# Московське математичне товариство
Московське математичне товариство — асоціація математиків Росії. Товариство організовує та координує діяльність російського математичного співтовариства, а також сприяє розвитку математичної науки, займається вдосконаленням викладання математики.

## Пролог
Перше Математичне товариство було засноване ще в 1810 році M. М. Муравйовим. Але в Москві тоді ще не було достатньої кількості активно працювали професійних математиків, здатних підтримати його роботу тривалий час і діяльність його отримало прикладну спрямованість з підготовки грамотних військових — колоновожатих.

## Заснування товариства
На початку другої половини XIX століття а багато московських математиків, усвідомлюючи необхідність об'єднання, приєднались до  Московського товариства випробувачів природи і публікували свої статті в його Бюлетені.

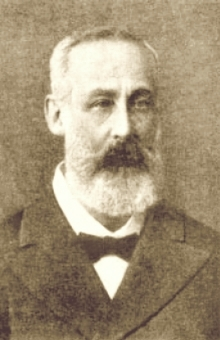
Август Юлійович Давидов (1823-1885/1886), президент Московського математичного товариства в 1866-1886

Московське математичне товариство виникло як науковий гурток викладачів математики (здебільшого з Московського університету), які об'єдналися навколо професора фізико-математичного факультету Московського університету Миколи Дмитровича Брашмана.
Перше засідання товариства відбулося 27 вересня (15 за старим стилем) 1864. Брашман був обраний першим президентом товариства, віце-президентом - Август Юлійович Давидов; протоколи зборів вів Василь Якович Цингер, який взяв на себе обов'язки секретаря.
Спочатку до Товариства, крім Брашмана, Давидова та Цингера, входили М. М. Алексєєв, Р. О. Блажеєвський, Ф. О. Бредіхін, О. В. Лєтников, М. О. Любимов,  К. М . Петерсон, А. Потьомкін,  С. О. Рачинський, Ф. О. Слудський, С. С. Урусов (з 20 жовтня 1864), М. Ф. Хандриков; трохи пізніше до них приєдналися М. В. Бугаєв (з 6 квітня 1865 року), Є. Ф. Сабінін, С. А. Юрьев (з 17 вересня 1866 року), а також академік П. Л. Чебишов, який працював в Санкт-Петербурзі.